# Fykologia
Fykologia, fikologia, inaczej algologia – dział botaniki, nauka o glonach (Algae), zajmujący się opisywaniem taksonów glonów, ich biologią, ekologią i znaczeniem gospodarczym.
Do działów fykologii należą m.in. zajmujące się poszczególnymi  grupami glonów:
- diatomologia – okrzemki[1]